# National Dialogue Conference (Jemen)
Die National Dialogue Conference (NDC) (arabisch مؤتمر الحوار الوطني الشامل, DMG Muʾtamar al-Ḥiwār al-Waṭanī aš-Šāmil, dt. „Umfassende Nationale Dialogkonferenz“ und arabisch الحوار الوطني اليمني, DMG al-Ḥiwār al-Waṭanī al-Yamanī) war ein Dialogprozess, der übergangsweise vom 18. März 2013 bis zum 24. Januar 2014 im Mövenpick-Hotel in Sanaa, Jemen, als Teil der Versöhnungsbemühungen im Jemen stattfand.
Der Nationale Dialog war ein zentraler Bestandteil des von den Vereinten Nationen und dem Golf-Kooperationsrat vermittelten Abkommens, in dessen Rahmen der langjährige Präsident Ali Abdullah Saleh im November 2011 nach einem Aufstand die Macht an Abed Rabbo Mansur Hadi übergab. Im Februar 2012 wurde Hadi nach einer Wahl, bei der er ohne Gegenkandidaten antrat, für eine zweijährige Amtszeit als Präsident vereidigt.
Der UN-Sondergesandte für den Jemen, Jamal Benomar, bezeichnete den Abschluss der Konferenz des Nationalen Dialogs als „historischen Moment“. „Nachdem das Land am Rande eines Bürgerkriegs gestanden hatte, haben die Jemeniten ein Abkommen für einen friedlichen Wandel ausgehandelt, das einzige seiner Art in der Region“, sagte er. „Der Nationale Dialog hat einen neuen Gesellschaftsvertrag begründet und ein neues Kapitel in der Geschichte des Jemen aufgeschlagen. Er hat mit der Vergangenheit gebrochen und den Weg für eine demokratische Regierungsführung geebnet, die auf Rechtsstaatlichkeit, Menschenrechten und gleichberechtigten Bürgerrechten beruht“, fügte er hinzu.
Diese Verhandlungen endeten mit einem Abkommen, das die berechtigten Beschwerden der Separatisten im Süden oder der Huthi-Koalition nicht berücksichtigte. Die Unbeliebtheit der Übergangsregierung und das allgemeine Misstrauen gegenüber Hadi, der als Salehs langjähriger Vizepräsident fast drei Jahrzehnte lang von der Korruption profitiert hatte, führten zu ihrem Scheitern. Nachdem Hadi eine Scheinwahl gewonnen hatte, bei der er der einzige Kandidat war, blieb er nach Ablauf seiner zweijährigen Amtszeit an der Macht. Dies löste Überfälle der Houthis in Sanaa aus.

## Hintergrund
In dem Bemühen, die politischen, wirtschaftlichen, sozialen und Lebensbedingungen zu reformieren, führte der Allianz der Parteien (arabisch تكتل أحزاب اللقاء المشترك, DMG Takattul Aḥzāb al-Liqāʾ al-Muštarak) im Zeitraum 2007–2011 zahlreiche Dialoge mit Präsident Saleh und seiner Kongresspartei, in welchen zahlreiche Vereinbarungen getroffen wurden, was das Land wiederholt in politische Krisen stürzte, da es den Oppositionsparteien angesichts der Kontrolle des ehemaligen Präsidenten Saleh und des Allgemeinen Volkskongresses über die Regierung des Landes und des Parlaments nicht gelang diese Forderungen umzusetzen. Am 19. März 2007 begann eine Reihe von Konsultationen und Dialogen, bei denen die Bildung eines Ausschusses genehmigt wurde, um die Tagesordnung der nachfolgenden Dialogsitzungen zu planen und Themen zu priorisieren. Der Ausschuss wurde von Sultan Al-Barakani, Dr. Yassin Saeed Noman und Abdul Wahab Mahmoud gebildet.
Am 16. Juni 2007 unterzeichneten die Parteien im Parlament eine Vereinbarung mit dem Titel Dialogue Issues and Controls Document. Zu den Dialogthemen gehörten „Verfassungsreformen, die Entwicklung des Kommunalverwaltungssystems, das Wahlsystem, Gesetze im Zusammenhang mit Rechten und Freiheiten, Erforschung wirtschaftspolitischer Fragen und ihrer Instrumente.“
Im Zeitraum vom 2. bis 8. November 2007 fanden in der Stadt Aden eine Reihe von Treffen und Sitzungen statt, bei denen die Sekretäre aller Parteien und ihre Assistenten in den Parteien des Kongresses, der Reformpartei, der Sozialistischen Partei, Die Unionistische Partei und die Arabische Baath-Partei einigten sich auf ein letztes Protokoll der Ergebnisse ihrer Dialogtreffen, das sogenannte Protokoll der Aden-Konsultationen, zu welchem auch die Änderung der Form des politischen Systems und der Parteien gehörte. Den Rechtsausschüssen wurde eine Frist von 15 Tagen gesetzt, um Änderungen am Wahlgesetz fertigzustellen und auszuarbeiten. Das Komitee beauftragte die Sekretäre aller Parteien, die Grundlagen für die Themen des Obersten Wahlkomitees, des Wahlsystems, der Kommunalverwaltung, wirtschaftlicher Fragen, der Beseitigung der Auswirkungen früherer politischer Konflikte und der Auswirkungen des Sahaif-Krieges von 1994 festzulegen und zu präsentieren und sie der Dialogausschusssitzung zur Diskussion vorlegen. Im Jahr 2008 kam es zwar zu unregelmäßigen Dialogrunden, in denen sich die beiden Gruppen auf die meisten Forderungen der Parteien des Gemeinsamen Treffens in Bezug auf Wahlreformen und Verfassungsänderungsentwürfe einigten, doch das Parlament hob die Einigung auf, woraufhin die Parteien-Allianz die Parlamentssitzungen boykottierten. Das Parlament beschloss, die Diskussionen über den Änderungsentwurf zum Wahlgesetz auszusetzen, bis ein Konsens zwischen den politischen Parteien erzielt würde. Im Februar 2009 unterzeichneten die Parlamentsparteien eine Vereinbarung (Februarvereinbarung) um die Möglichkeit für Dialogbemühungen zu schaffen. Dies führte zu einer Verlängerung der Amtszeit des Repräsentantenhauses um weitere zwei Jahre, und die Parlamentswahlen wurden auf den 27. April 2011 verschoben.
Im Mai 2009 fand in Sanaa das Nationale Konsultationsforum statt. Die Organisatoren wählten Mitglieder aller politischen Parteien für den Vorbereitungsausschuss. Den Vorsitz im Ausschuss führten Muhammad Salem Basindwa und Generalsekretär Hamid al-Ahmar. Das Forum stellte das „National Rescue Document“ vor, welches die Ursachen der Krise im Jemen diagnostizierte und Lösungen sowie Lösungsvorschläge für die Krise und Pläne für den Aufbau des Staates und seiner Institutionen bereitstellte.
Im Juli 2010 einigten sich die Konferenz und die Vertragsparteien der Gemeinsamen Tagung im Protokoll vom 17. Juli 2010 darauf, einen gemeinsamen Ausschuss zu bilden, um Dialogmechanismen zur Umsetzung der „Vereinbarung vom Februar 2009“ einzuleiten. Ein Ausschuss bestehend aus 200 Mitgliedern aller Parteien sollte Konsultationen mit den übrigen Parteien, politischen Kräften und Organisationen absolvieren, die sich dem nationalen Dialog anschließen wollten. Präsident Saleh bezeichnete das Abkommen als den Beginn eines politischen Durchbruchs und forderte in diesem Zusammenhang, gegenseitige Medienkampagnen zu stoppen. Er erneuerte auch seine Forderung an die Oppositionsparteien, eine Regierung der nationalen Einheit zu bilden und zum geplanten Termin im kommenden April Parlamentswahlen abzuhalten.
Während die Parteien-Allianz der Opposition die Bildung einer nationalen Regierung zur Verabschiedung der Verfassungsänderungen vorsah, sollte ihre einzige Aufgabe darin bestehen, die bevorstehenden Parlamentswahlen zu überwachen. Die Eskalation des nationalen Dialogs war einer der Gründe für den Ausbruch der jemenitischen Jugendrevolution. Die Dialogbemühungen wurden vom Beginn der Revolution im Februar 2011 bis zum Ende von Salehs Herrschaft mit der Unterzeichnung der Golf-Initiative und der Wahl von Präsident Hadi unterbrochen. Hadi forderte, einen umfassenden nationalen Dialog zu führen, um die Probleme zu lösen und sich auf eine Verfassungsänderung zu einigen.
Als Teil der Initiative des Golf-Kooperationsrates, die zum Rücktritt des abgesetzten Präsidenten Ali Abdullah Saleh führte, sollte eine Nationale Dialogkonferenz abgehalten werden. Als Teil der Resolution 2051 des Sicherheitsrates der Vereinten Nationen, welche die Struktur des Dialogs festlegte, wurde am 23. November 2011 das GCC-Abkommen unterzeichnet. Die Konferenz sollte ursprünglich scho 2012 stattfinden, der Termin wurde jedoch mehrfach verschoben.

## Konferenz-Organisation
Die NDC wurde in verschiedene Arbeitsgruppen aufgeteilt:
- Arbeitsgruppe „Southern Issue“ (الحراك الجنوبي, DMG al-Ḥirāk al-Ǧanūbī, South Yemen Movement; Southern Issue Working Group)
- Arbeitsgruppe für Sa’ada-Fragen (Huthi), Arbeitsgruppe für nationale Fragen
- Arbeitsgruppe für nationale Versöhnung und Übergangsjustiz, die Arbeitsgruppe für Staatsaufbau
- Arbeitsgruppe „Gute Regierungsführung“
- Arbeitsgruppe für die Grundlagen für den Aufbau und die Rolle der Streitkräfte und Sicherheitskräfte
- Arbeitsgruppe „Unabhängigkeit besonderer Entitäten“
- Arbeitsgruppe „Rechte und Freiheiten“
- Entwicklungsarbeitsgruppe
- Arbeitsgruppe für besondere soziale und ökologische Fragen
- Arbeitsgruppe zur Bildung für den „Ausschuss zur Ausarbeitung der Verfassung“
- Arbeitsgruppe „Sicherungserfolg bei der Umsetzung und Konferenzergebnisse“[3]

An der Spitze des NDC stand ein neunköpfiges Präsidium, darunter Präsident Abed Rabbo Mansur Hadi (NDC-Vorsitzender), Abdul-Kareem Al-Eryani (Allgemeiner Volkskongress), Yassen Saeed No’man (Jemenitische Sozialistische Partei), Sultan Al-Atwani (Nasserite Unionist Party), Yassin Makkawi (Friedliche Bewegung des Südens – الحراك الجنوبي‎ al-Ḥirāk al-Ǧanūbī), Saleh bin Habra (Houthis), Abdul-Wahab Al-Ansi (al-Islah), Nadia Al-Sakkaf und Abdullah Lamlas.
Die Konferenz wurde von Jamal Benomar, als Repräsentant der Vereinten Nationen, geleitet.

## Ergebnisse

Karte de Vorgeschlagenen Föderalen Regionen im Jemen.

Die Konferenz endete am 24. Januar 2014 mit der Unterzeichnung des NDC-Dokuments.
Das Dokument vereinbarte, Hadis Präsidentschaft um ein weiteres Jahr zu verlängern, damit er bestimmte Reformen durchführen und den Übergangsprozess weiter überwachen könnte.
Es forderte außerdem die Umstrukturierung des Parlaments und des Schūrā-Rates, der sich je zur Hälfte aus Nord- und Südjemeniten zusammensetzen sollte.
Hinsichtlich des South Yemen Movement war es der Arbeitsgruppe nach 30 Treffen im Laufe des Dialogs nicht gelungen, einen Plan für ein neues politisches System vorzulegen, das den Süden angemessen repräsentierte.
Hinsichtlich der Saada-Frage garantierte das Dokument Religionsfreiheit, machte Bestimmungen zum nicht-sektiererischen Charakter der Regierung, verbot illegale finanzielle oder Rüstungsunterstützung durch ausländische Mächte, forderte die Rückgabe gestohlener Regierungswaffen, verbot den Besitz mittlerer bis schwerer Waffen und rief dazu auf, die Fehden beizulegen, die zum Konflikt beigetragen hatten. Die Ergebnisse sollten in der künftigen Verfassung verankert werden.
Die Dialogteilnehmer einigten sich auch darauf, den Jemen in ein föderales System mit sechs Regionen umzuwandeln. Die Regionen sollten Azal, Saba, Janad und Tihama, Aden und Hadramaut werden. Sana’a hätte einen Sonderstatus erhalten und wäre keiner Region zugeordnet worden. Aden, die frühere Hauptstadt des Südens, hätte ebenfalls einen Sonderstatus erhalten. Azal, Saba, Janad und Tahama wären Provinzen im Norden, während Aden und Hadramaut im Süden lägen.
Das föderale System wurde von den Führern des Südens abgelehnt, darunter Mohammad Ali Ahmed, ein Mitglied des NDC, der zurücktrat, nachdem er seine Frustration über den Übergangsprozess zum Ausdruck gebracht hatte.

## Reaktionen
Der Rat für Auswärtige Angelegenheiten der Europäischen Union veröffentlichte eine Erklärung, wonach der NDC „in der Region ein Beispiel für Übergangsphasen“ sei.
Abdul Latif al-Zayani Generalsekretär des Golfkooperationsrates, erklärte, der NDC sei eine positive Entwicklung und „die GCC-Staaten werden gemeinsam mit regionalen und internationalen Parteien weiterhin alle Anstrengungen unternehmen, um den Erfolg einer politischen Lösung im Jemen sicherzustellen“ („the GCC States will continue to exert full efforts alongside regional and international parties to ensure the success of the political settlement in Yemen“).
Der kanadische Außenminister John Baird gratulierte Hadi zum Abschluss des NDC und sagte in einer Erklärung: „Das jemenitische Volk hat sich klar für eine offenere Gesellschaft ausgesprochen, die Freiheit, Demokratie, Menschenrechte und Rechtsstaatlichkeit respektiert.“ („the people of Yemen have clearly spoken for a more open society that respects freedom, democracy, human rights and the rule of law“).
Das türkische Außenministerium erklärte: „Die Türkei ist der Ansicht, dass die Vorbereitung einer neuen Verfassung im Jemen, welche die Grundrechte und -freiheiten sichert und den Resolutionen der Konferenz des Nationalen Dialogs entspricht, für einen beständigen und prosperierenden Jemen von wesentlicher Bedeutung ist“ („Turkey believes that the preparation for a new constitution in Yemen that secures the fundamental rights and freedoms and that has accordance with National Dialogue Conference resolutions is essential for a consistent and prosperous Yemen“).
Die Sprecherin des US-Außenministeriums, Marie Harf, erklärte: „Die Debatten, Diskussionen und Kompromisse während des gesamten Prozesses des Nationalen Dialogs sind ein Beweis für den Willen des jemenitischen Volkes, konstruktiv für die Zukunft seines Landes zusammenzuarbeiten“ („The debates, discussions and compromises throughout the National Dialogue process are evidence of the will of the Yemeni people to work together constructively for the future of their country“).
Der Huthi-Führer Mohammad al-Bakhti lehnte das Ergebnisdokument ab, „weil es den Jemen in arme und reiche Regionen aufspaltet“ („because it divides Yemen into poor and wealthy regions“). Auch die letzte NDC-Sitzung wurde von den Huthi-Führern boykottiert, nachdem ein Huthi-Vertreter im NDC ermordet worden war.
Mohammad Ali Ahmed, ein Vertreter des Südens im NDC, der im November 2013 zurücktrat, erklärte: „Was über die sechs Regionen angekündigt wurde, ist ein Putsch gegen das, was im (NDC-)Dialog vereinbart wurde“ („what has been announced about the six regions is a coup against what had been agreed at the (NDC) dialogue“).
Al-Hirak-Mitglied Nasser al-Nawba lehnte die NDC-Ergebnisse ab und erklärte: „Wir werden unseren friedlichen Kampf fortsetzen, bis wir die Unabhängigkeit erreichen“ („We will continue our peaceful struggle until we achieve independence“). Die meisten Anführer des Südens boykottierten den Dialog von Beginn an.